# Alex Lee (luchadora)
Irena Janjic (RS de Bosnia y Herzegovina, 24 de junio de 1985), más conocida por su nombre artístico Aria Lee, es una luchadora profesional bosnia reconocida por su carrera profesional en Japón, donde ha luchado en promociones como Oz Academy, Sendai Girls' Pro Wrestling o World Wonder Ring Stardom.

## Carrera profesional
Irena comenzó su entrenamiento de lucha libre profesional con la antigua superestrella de la WWE, WCW y ECW Lance Storm en Calgary (provincia de Alberta, Canadá). Irena pasó seis meses entrenando diariamente en el ring e hizo su debut en la lucha libre profesional el 27 de agosto de 2010 para la PWA en Edmonton (Canadá).

### Carrera en el circuito independiente (2011–presente)
Mientras formaba parte de la promoción Pure-J, Janjic compitió en un torneo por el campeonato Pure-J Openweight. Todos los combates tuvieron lugar en house shows, y comenzó derrotando a Rydeen Hagane el 20 de agosto de 2017, a Leon el 23 de septiembre, pero perdió ante Hanako Nakamori en las semifinales del 9 de octubre.

### Florida Championship Wrestling (2011)
Janjic hizo su debut en Florida Championship Wrestling (FCW) para la época en que la promoción todavía estaba en relaciones con WWE bajo el nombre de Leah West en FCW TV #158 el 9 de octubre de 2011, donde cayó ante Naomi. Hizo apariciones esporádicas como en el evento FCW TV #159, donde desafió sin éxito a Audrey Marie por el Campeonato de Divas de la FCW. El 31 de noviembre de 2011, hizo equipo con Aksana en un esfuerzo perdedor ante Audrey Marie y Kaitlyn. Su última aparición en FCW fue en un dark match que tuvo lugar en FCW TV #159, donde fue derrotada por Cameron.

### Oz Academy (2016–2018)
Janjic tuvo un breve periodo en Oz Academy, promoción para la que debutó en OZ Academy Disorder el 14 de mayo de 2017, donde compitió como parte del Ozaki-gun haciendo equipo con sus compañeras de stable Maya Yukihi y Yumi Ohka en un esfuerzo perdedor ante Aja Kong, Syuri Kondo y Yoshiko. Un enfrentamiento importante fue en la OZ Academy Plum Hanasaku el 20 de agosto de 2017, donde hizo equipo con Yumi Ohka, desafiando sin éxito a Mission K4 (Akino y Kaho Kobayashi) por el Oz Academy Tag Team Championship.
Participó en el Manami Toyota 30th Anniversary, un evento que retrataba la retirada de Manami Toyota el 3 de noviembre de 2017, donde compitió en un combate de guante de 50 mujeres en el que ella y otras 49 superestrellas se enfrentaron sin éxito a la propia Toyota. Participó en un last woman standing no. 1 por el Campeonato de Peso Abierto de Oz Academy en el evento The Wizard Of OZ 2018 , en el que también participaron Kaori Yoneyama, Rina Yamashita, Sonoko Kato, Yumi Ohka y la ganadora Akino.

### Sendai Girls' Pro Wrestling (2014–2021)
Janjic comenzó a trabajar para Sendai Girls' Pro Wrestling el 22 de junio de 2014 en un house show organizado por la promoción, donde se quedó corta ante La Comandante. Un enfrentamiento notable de ella fue en Sendai Girls Big Match In Niigata, del 18 de octubre de 2014, donde se asoció con Kaho Kobayashi para derrotar a Dump Matsumoto y Yumiko Hotta. En un house show del 26 de agosto de 2018, Lee hizo equipo con Mika Iwata como Strong Style Rush y desafió sin éxito a Cassandra Miyagi y Heidi Katrina por el Sendai Girls Tag Team Championship.
Es conocida por competir en varios combates de varias personas donde se enfrentó a oponentes notables. Una de estas apariciones fue en un house show de la promoción organizado el 25 de mayo de 2019, donde en un battle royal de 12 mujeres compitió contra la ganadora Mika Iwata, Meiko Satomura, Chihiro Hashimoto, Dash Chisako, Hiroyo Matsumoto y otras. En el Joshi Puroresu Big Show In Sendai del 13 de octubre de 2019, Lee participó en un battle royal de ocho mujeres en el que también participaron la ganadora Hikaru Shida, Jaguar Yokota, Mei Suruga y Kaoru.

### World Wonder Ring Stardom (2015–2016)
Otra promoción para la que Janjic trabajó fue World Wonder Ring Stardom, donde hizo una notable aparición en el Stardom 5STAR Grand Prix 2015 del 4 de septiembre, donde hizo equipo con Sendai Sachiko en un esfuerzo perdedor ante Mayu Iwatani y Kairi Hojo. Janjic participó en el torneo Goddesses Of Stardom Tag League, donde en la cuarta noche, que tuvo lugar el 8 de noviembre, hizo equipo con Kaori Yoneyama, cayendo ante Thunder Rock (Io Shirai y Mayu Iwatani) en un combate de primera ronda.
En la primera noche de Stardom New Years Stars 2016, participó en una batalla real de 15 mujeres, en la que también participaron la ganadora Momo Watanabe, Dakota Kai, Kellie Skater y Hiromi Mimura, entre otras. Otro evento notable en el que participó fue el Stardom Cinderella Tournament 2016, donde el 29 de abril cayó ante Santana Garrett en un combate de primera ronda.
Janjic participó en el Stardom Premium Star Wars, un evento de dos noches que comenzó el 4 de junio de 2016, en el que formó equipo con Hiroyo Matsumoto, cayendo ante Candy Crush (Chelsea y Kairi Hojo). En la segunda noche formó equipo con Azumi, anotándose una derrota contra Eimi Nishina y Natsumi Maki.

## Campeonatos y logros
- Pro Wrestling Alliance Queensland
  - AIWF Australian Women's Championship (1 vez)[21]